# Język połabski
     Dialekty zachodniolechickie † (w tym język połabski †)
     Dialekty środkowolechickie
     Dialekty wschodniolechickie

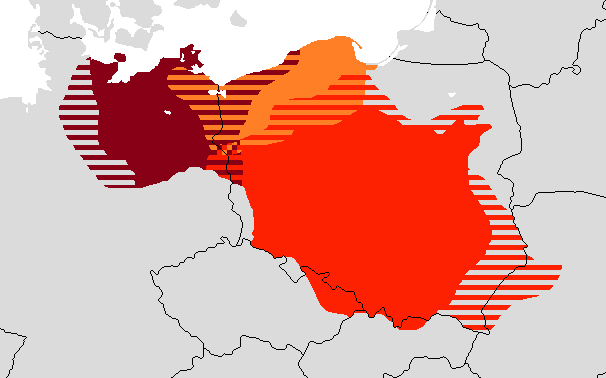
Przypuszczalny zasięg języków lechickich (ok. IX-X wiek)
Dialekty zachodniolechickie † (w tym język połabski †)
Dialekty środkowolechickie
Dialekty wschodniolechickie

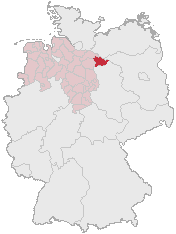
Rejon Lüchow-Dannenberg na mapie Niemiec

Język połabski, także drzewiański, wendyjski lub załabski (nazwa własna: venskă rec ) – wymarły język zachodniosłowiański, należący do grupy języków lechickich, a dokładniej do grupy dialektów zachodniolechickich. Był to język plemienia Drzewian, które od ok. VIII wieku zasiedlało północno-zachodnią Słowiańszczyznę. Użytkownicy tego języka najdłużej ze wszystkich Słowian połabskich opierali się germanizacji, przez co przetrwał on aż do początku XVIII wieku na lewym brzegu Łaby, na zachód od rzeki Jeetzel.
Chociaż jest to język wymarły, istnieją niewielkie grupy zajmujące się próbami jego rekonstrukcji i ożywienia.

## Nazwa języka
Określenie „język połabski” jest używane często – np. przez prof. Kazimierza Polańskiego – w odniesieniu do dialektu Drzewian, jako że gwary właściwych Połabian zostały wcześniej zgermanizowane i nie zachowały się po nich żadne zabytki poza nazwami miejscowymi i osobowymi. Inne określenia tego narzecza to język Wendów lüneburskich, względnie lünebursko-wendyjski, język drzewiańsko-połabski, język Drzewian połabskich, język Drzewian załabskich, język drzewiański. Nie należy utożsamiać tego języka z mową używaną na całym Połabiu przez potomków innych Słowian połabskich, w szczególności opisywane w tym artykule narzecze słowiańskie używane przez potomków Drzewian różni się od mowy pozostałych Słowian połabskich nie tylko epoką, ale przede wszystkim obszarem występowania.
Użytkowników tego języka przyjęło się nazywać Drzewianami lub Wendami, zaś mniej ściśle Połabianami lub Słowianami połabskimi.
Sami słowiańscy mieszkańcy Wendlandu używali wobec siebie i swojego języka przymiotnika vensťĕ lub slüvensťĕ. Pierwszy z nich pochodzi od niemieckiego Wend, którym Niemcy określali Słowian, z którymi graniczyli od wschodu (m.in. Serbołużyczan, Słoweńców i Kaszubów), zaś drugi od rodzimego *slověnьskъjь, co znaczy tyle, co ‘słowiański’ (por. określenia takie jak Słowacy, Słowińcy, Słoweńcy, Sławonia).

## Historia
Język połabski używany był na lewym brzegu Łaby w okolicach miast Wustrow, Lüchow i Dannenberg do 3 października 1756 roku (został wyparty przez język dolnoniemiecki), kiedy zmarła ostatnia kobieta, mówiąca jeszcze tym językiem. Obszar ten znany jest pod nazwą Drawehn oraz późniejszym określeniem Wendland. Ludność używająca tego języka prawdopodobnie była potomkami plemienia Drzewian, wymienionego po raz pierwszy w dokumencie króla niemieckiego Henryka II z 1004 roku. Język połabski istniał tylko w formie ustnej aż do XVIII wieku, kiedy miejscowi Niemcy (głównie pastorzy) sporządzili pierwsze zapisy. Miał duże zróżnicowanie dialektalne, co wynikało z izolacji poszczególnych skupisk ludności połabskiej.
Język połabski zapisywany był improwizowanym pismem, opartym na alfabecie łacińskim. Zachowało się niewiele tekstów pisanych, obejmują one przede wszystkim wyrazy i zwroty z tłumaczeniem na język niemiecki i francuski.

## Fonologia

### Fonologia synchroniczna

#### Spółgłoski[8]
| Sposób artykulacji ↓       | Spółgłoski wargowe | Spółgłoski wargowo-zębowe | Spółgłoski zębowe | Spółgłoski zadziąsłowe | Spółgłoski miękkie | Spółgłoski tylnojęzykowe | Spółgłoski krtaniowe |
| Spółgłoski nosowe          | m ʲ                |                           | n                 |                        | nʲ                 |                          |                      |
| Spółgłoski zwartowybuchowe | p ʲ b ʲ            |                           | t d               |                        | tʲ dʲ              | k ɡ                      |                      |
| Afrykaty                   |                    |                           | t͡s d͡z             |                        | t͡sʲ d͡zʲ            |                          |                      |
| Spółgłoski szczelinowe     |                    | f ʲ v ʲ                   | s z               | ʃ¹                     | sʲ zʲ              | x ʲ                      | (h)²                 |
| Spółgłoski półotwarte      |                    |                           |                   |                        | j                  |                          |                      |
| Spółgłoski drżące          |                    |                           | r ʲ               |                        |                    |                          |                      |
| Spółgłoski boczne          |                    |                           | l ʲ               |                        |                    |                          |                      |

₁ – Występuje wyłącznie w niektórych pożyczkach niemieckich, jeśli nie liczyć zapisów Pfeffingera, które zdają się sugerować w reprezentowanej przez niego gwarze istnienie szeregu ʃ, ʒ, t͡ʃ kontynuującego psł. *š, *ž, *č. W przypadku pozostałych zabytków można zakładać wyłącznie istnienie ʃ, spotykanej w germanizmach. 

² – Uznawany przez część badaczy za fonem o marginalnym statusie, występuje w charakterze protezy w niektórych słowach rodzimych i obcych.

#### Samogłoski
- Samogłoski pełne:

- Monoftongi:

- Samogłoski ustne:

| Samogłoski | przednie | tylne |
| ---------- | -------- | ----- |
| wysokie    | i, y     | u     |
| średnie    | ɛ, (e)¹  | ɔ, œ  |
| niskie     | a        | ɒ     |

- Samogłoski nosowe: ã oraz õ

- Dyftongi: ai̯, ɒi̯², aṷ oraz ɒṷ

- Samogłoski zredukowane: ə oraz ɐ

¹ – Zapisywany przez Polańskiego i Lehra-Spławińskiego jako ė i rzekomo kontynuujący psł. *ъ pomiędzy spółgłoskami palatalnymi, jednak istnienie tego fonemu jest kwestionowane m.in. przez Trubieckiego, Supruna i Olescha, którzy odczytują w tych miejscach i. 

² – Zapisywane u wielu autorów jako oi po spółgłoskach wargowych oraz åi po zębowych, jednak w istocie jest to jeden fonem, kontynuujący psł. *y.

#### Akcent
Akcent w języku połabskim padał na ostatnią niezredukowaną sylabę wyrazu, np. bobó, séstră, ziľozǘ, korťĕtǘc. Samogłoski zredukowane nigdy nie występowały w sąsiadujących sylabach, zatem akcent padał na ostatnią lub przedostatnią sylabę i mógł się przemieszczać także w ramach paradygmatu jednego wyrazu – akcent połabski był ruchomy, np. gǻlvă ‘głowa’, no gălvǫ́ ‘na głowę’, glåvǻi ‘głowy’.

### Fonologia diachroniczno-porównawcza
W niniejszym rozdziale przedstawiony zostanie wywód połabskich głosek ze stanu prasłowiańskiego, względnie pralechickiego (zgodnie z ustaleniami Tadeusza Lehra-Spławińskiego i Kazimierza Polańskiego). Bezwzględna chronologia zmian fonetycznych została oszacowana na podstawie analizy materiału onomastycznego z terenu Wendlandu z okresu od XIII do XV wieku.

#### Wokalizm
Samogłoska a pochodzi przede wszystkim z wokalizacji prasłowiańskiego jeru przedniego, np. pan < *pьnь ‘pień’, z sonantycznego *ŕ̥, które nie uległo przegłosowi lechickiemu (tj. nie znajdowało się przed twardą zębową), np. varbă < *vŕ̥ba ‘wierzba’, a także z samogłosek *i, *y przed spółgłoską *r, np. sarüťă < *širokoje ‘szerokie’, sar < *syrъ ‘ser’. Nagłosowa grupa ja- powstała z *je- przed twardą zębową, np. jadlă < *jedla ‘jodła’.
Samogłoska å pochodziła w wielu wyrazach z wokalizacji jeru tylnego, np. dråvnü < *drъvьno ‘drewno’ lub jeru przedniego, który uległ specyficznemu przegłosowi przed spółgłoską twardą, np. ťåmă < *tьma ‘ciemność’. Występuje ona także w nagłosowych grupach vå-, rå- oraz jå-, w których powstała z *o- i vo- przed spółgłoską twardą, np. vådă < *voda ‘woda’, vågord < *ogordъ ‘ogród’, z *ra- i *or-, np. rånü < *rano ‘wcześnie, rano’, råmą < *ormę ‘ramię’ oraz z nieakcentowanego jь- przed spółgłoską twardą, np. jåglă < *jьgla ‘igła’. Oprócz tego samogłoska ta występuje na miejscu nagłosowej grupy olT oraz śródgłosowej grupy TolT i TelT, np. låbi < *olbe ‘Łaba’, mlåkă < *melka ‘(trochę) mleka’. Występuje także w niektórych pożyczkach niemieckich, np. bålă ‘byk, buhaj’, vårdă ‘staje się’.
Samogłoska o występuje przede wszystkim jako kontynuant dawnego *a, np. bobo < *baba ‘baba’, tok < *tako ‘tak, w taki sposób’. Oprócz tego pojawia się w wyniku przegłosu *ě przed twardymi zębowymi, np. *ľotü < *lěto ‘lato; rok’, oraz w wyniku rozwoju grup TorT, Tr̥T oraz Tŕ̥T (to ostatnie tylko przed twardymi zębowymi), np. korvo < *karva < *korva ‘krowa’, gornăk < *gr̥nъkъ ‘garnek’, tjordĕ < *tvŕ̥dъjь ‘twardy’. Labializacji *a do o nie notują zabytki onomastyczne do XV wieku, dlatego Milewski zakłada, że zmiana a > o zaszła dopiero w XVI lub XVII wieku.
Samogłoska e kontynuuje przede wszystkim *e w pozycji przed spółgłoskami twardymi oraz miękkim ŕ, np. led < *ledъ ‘lód’, berĕ < *beretь ‘bierze’, a także *ě w pozycji innej niż przed twardymi zębowymi, np. detai <*děti ‘dzieci’, svećă ‘świeca’. Samogłoska ta powstała także z przestawki w grupie TerT, jeśli druga spółgłoska nie była zmiękczona, np. breză < *berza ‘brzoza’.
Samogłoska i kontynuuje z kolei *e w pozycji przed spółgłoskami miękkimi (oprócz ŕ) oraz w wygłosie, np. lizĕ < *ležitь ‘leży’, cisĕ < *češetь ‘czesze’, püli < *poľe ‘pole’. Oprócz tego powstało w nagłosowych *o- i *vo-, jeśli następowały po nich spółgłoski miękkie, np. viŕål < *orьlъ ‘orzeł’, vizĕt < *voziti ‘wozić’. Milewski opisuje rozwój tej samogłoski z *e jako najpierw zwężenie przed spółgłoskami miękkimi do ė w wieku XIII, a potem przejście w i przed początkiem wieku XVI, tj. wtedy, gdy kontynuant *i uległ dyftongizacji.
Samogłoska ö kontynuuje *o w pozycji przed spółgłoską twardą lub ŕ, np. prösü < *proso ‘proso’, x́örăc < *x(v)orьcь ‘diabeł, zły duch’.
Samogłoska ü kontynuuje *o w pozostałych pozycjach, tj. przed spółgłoską miękką (oprócz ŕ) oraz w wygłosie, np. büb < *bobъ ‘bób’, våknü < *okъno ‘okno’. Samogłoski ü oraz ö w istocie kontynuowały tę samą prasłowiańską samogłoskę *o, jednak w różnych pozycjach. Milewski stwierdza, że kontynuantem psł. *o było od XIII wieku wąskie ȯ, które przed końcem wieku XV przeszło w u, jednak dalszego rozwoju artykulacji zabytki onomastyczne nie rejestrują. Zakłada on przesunięcie ku przodowi do ü w wieku XVI, a następnie rozszczepienie na ü oraz ö w wieku XVII, czyli łańcuch zmian o > ȯ > u > ü > ü / ö.
Samogłoska u pojawia się jedynie w niektórych pożyczkach niemieckich, jak np. un ‘i’, luft ‘powietrze’, a jako samogłoska rodzima występuje jedynie w gwarze reprezentowanej przez zabytki Paruma Schultzego jako kontynuant sonantów *ĺ̥, *l̥, np. vuk < *vĺ̥kъ ‘wilk’, tustĕ < *tl̥stъjь ‘tłusty’.
Samogłoska ė, której istnienie postulują m.in. Polański i Lehr-Spławiński, jest przez nich wprowadzana na miejscu jerów w otoczeniu spółgłosek miękkich. Według nich ė powstało z *ъ znajdującego się po spółgłosce tylnojęzykowej i zarazem przed palatalną, np. x́ėmil < *xъmelь ‘chmiel’, ťėnąʒ < *kъnędzь ‘książę; księżyc’, a także z -ьj- oraz nieakcentowanego *jь-, jak w słowach bėjĕ < *bьjetь ‘bije’, jėver < *jьverъ ‘wiór, trzaska’. Inni badacze, tacy jak Suprun, Olesch czy Trubiecki, odrzucają istnienie fonemu ė i zapisywaliby te wyrazy odpowiednio x́imil, ťinąʒ, bijĕ, jiver.
Samogłoska nosowa ą pochodzi z *ę, jeżeli po nim nie następowała twarda zębowa (czyli nie zaszedł przegłos do ’ǫ, np. vązĕ < *vęžetь ‘wiąże’, a także z *ǫ po spółgłoskach miękkich, np. zimą < *zemľǫ ‘ziemię’. Przejście ę > ą Milewski szacuje na XVI lub XVII wiek, gdyż nie pojawia się ono w badanych nazwach własnych.
Samogłoska nosowa ǫ powstała w przeciwnych okolicznościach, tj. pochodzi z przegłosu *ęprzed twardymi zębowymi (przegłos lechicki, którego ślady w polszczyźnie zostały zatarte), np. ṕǫtĕ < *pętъjь ‘piąty’, a także z *ǫ po spółgłoskach twardych, np. pǫp < *pǫpъ ‘pępek’. Kontynuantem psł. *ǫ oraz przegłoszonego *ę w zabytkach onomastycznych jest niezmiennie samogłoska nosowa niska zapisywana przez Milewskiego ą̊, więc przejście ą̊ > ǫ > ǫ̇ umieszcza on dopiero w XVI lub XVII wieku.
Dyftong ai w każdym ze znanych zabytków połabskiego pochodzi z samogłoski *i (nie licząc grupy *-ir- oraz *-il-), np. nait < *nitь ‘nić’, z *y po tylnojęzykowych, np. sťaibă < *skyba ‘chleb’, a także z *u na początku słowa (tj. jako przedrostek i przyimek) oraz przed spółgłoskami wargowymi, np. ai tibĕ < *u tebě ‘u ciebie’, aibezĕt < *uběžati ‘uciec’, glaipĕ < *glupъjь ‘młody’. Zwykło się także uznawać, że w gwarze reprezentowanej przez Pfeffingera *u również w pozostałych pozycjach dało ai, jednak Polański podaje to w wątpliwość. Dyftongizację i (w tym z psł. *y po tylnojęzykowych) w procesie i > ei > ai Milewski datuje na XV wiek.
Dyftong åi rozwinął się z *y, o ile nie występował po spółgłosce tylnojęzykowej, np. dåim < *dymъ ‘dym’, båit (niekiedy transkrybowane boit) < *byti ‘być’.
Dyftong au powstał na drodze dyftongizacji *u w pozycji innej niż w nagłosie i przed spółgłoską inną niż wargowa, np. mauxo < *muxa ‘mucha’. W zabytkach XIII i XIV wieku kontynuant psł. *u jest oddawany niemal wyłącznie przez u, jednak w XV wieku pojawiają się zapisy przez ou oraz au, co Milewski interpretuje jako dyftongizację u > ou > au (także przed spółgłoskami wargowymi, np. Loubin < *ľubinъ) i datuje ją na XV wiek. Przejście au > ai datuje na XVI lub XVII wiek.
Dyftong åu w gwarach reprezentowanych przez zabytki Henniga, Pfeffingera i Anonima wywodzi się z sonantów *ĺ̥ oraz *l̥, np. cåun < *čĺ̥nъ ‘czółno’, dåug < *dl̥gъ ‘dług’. Brak go w gwarze reprezentowanej przez Paruma Schultzego, gdyż tam wymienione sonanty rozwinęły się w u.
Samogłoska zredukowana ă rozwinęła się w niektórych okolicznościach (zależnych od akcentu wyrazowego z redukcji samogłosek *a, *ě, ъ, ь, ą, a także wygłosowych, ściągniętych grup *-aja, *-aje, *-oje, *-yjě, np. zenă < *žena ‘kobieta, żona’, no svăte < *na světě ‘na świecie’, ďölǫbăk < *golǫbъkъ ‘gołąbek’, ťünăc < *konьcь ‘koniec’, molă < *malaja ‘mała’, zevă < *zěvajetь ‘ziewa’, x́audă < *xudoje ‘złe’. Oprócz tego ă rozwinęło się z *o w tych środowiskach, w których bez redukcji dałaby ona ö, np. pątărü < *pętero ‘pięcioro’.
Samogłoska zredukowana ĕ pochodzi z redukcji pozostałych samogłosek, tj. *u, *y, *i, *e, *o, a także wygłosowych, ściągniętych grup *-ьje, *-eje, *-ъjь, *-ьjь, np. pelåinĕ < *pelynu ‘(trochę) piołunu’, zilĕ < *zelьje ‘trawa’ büzĕ slüvü < *božeje slovo ‘słowo Boże’, vilťĕ < *velikъjь ‘wielki’, tritĕ < *tretьjь ‘trzeci’.

#### Konsonantyzm
W nazwach miejscowych badanych przez Milewskiego bardzo sporadycznie oznaczana jest palatalność spółgłosek, więc nie pozwalają one na precyzyjne ustalenie epoki, w której doszło do depalatalizacji przed samogłoskami przednimi. Z uwagi jednak na to, że pełniła ona istotną rolę w rozszczepieniu XVI wiecznego ü < u na ü / ö, można z całą pewnością datować depalatalizację spółgłosek przed samogłoskami przednimi na nie wcześniej niż XVI wiek.
Milewski nie odnotowuje śladów przejścia k, g, x przed kontynuantami ъ, y, -oje, -yjě w palatalne ť, ď, x́, wymieniając wiele zapisów typu Dolge < *dl̥goje, Camyt < *kъmetь, Ghyleve < *gylovo. Tym samym uznaje on K > T́ za proces, który zaszedł dopiero w XVI lub XVII wieku.

## Gramatyka

### Czasownik

#### Czas przyszły (Futurum)
Oprócz form czasu teraźniejszego w znaczeniu przyszłym, w języku drzewiańskim występował czas przyszły złożony, tworzący za pomocą osobowej formy czasownika posiłkowego cą, cis, ci... i bezokolicznika, np. vån ci să sḿot ‘on się będzie śmiał’, ci sneg ait ‘będzie padał śnieg’.

#### Czas przeszły złożony I (Perfectum I)
W języku drzewiańskim występowały dwa czasy przeszłe złożone, z czego jeden z nich można uznawać za rodzimy, odziedziczony z prasłowiańskiego. Składał się on z odmienionego przez rodzaj i liczbę imiesłowu czynnego czasu przeszłego na -l i opcjonalnego czasownika posiłkowego båit w formie czasu teraźniejszego jis, ją..., np. ją plokol ‘płakał’. Formy z czasownikiem posiłkowym, nieliczne zresztą, były wypierane przez formy składające się tylko z imiesłowu (i ewentualnie zaimka osobowego dla zaznaczenia podmiotu), np. joz sijol ‘(ja) siałem’, tåi krodål ‘(ty) kradłeś’, vån jedål ‘(on) jadł’.

#### Czas przeszły złożony II (Perfectum II)
Drugi czas przeszły złożony powstał w języku drzewiańskim pod wpływem niemieckiego perfektu i składa się z imiesłowu biernego odpowiedniego czasownika i osobowej formy czasownika båit ‘być’ lub met ‘mieć’, np. mos aistraizonĕ ‘ostrzygłeś’, ją aiḿortĕ ‘umarł’ (por. z niemieckimi wyrażeniami du hast geschoren oraz er ist gestorben). Istotną różnicą było jednak zapewne to, że forma imiesłowu była odmienna przez rodzaj i liczbę. 

#### Bezokolicznik (Infinitivus)
Bezokolicznik w języku drzewiańskim posiadał końcówkę z twardym -t. Również spotyka się formy jak sect, våvlåct, pict, rict zamiast spodziewanych i niewątpliwie dawniej istniejących typu *sec < *sěkti. Występowały tu także formy z analogicznym -st: tipst ‖ tist (por. scs. teti, tepǫ, tepeši) i pügripst (por. stpol. pogrzeć, pogrzebę, pogrzebiesz).
W zabytkach obserwuje się sporo słów z *-nǫti zachowanym w bezokoliczniku jako -nǫt: tągnǫt, våstągnǫt, zomăknǫt, våztăknǫt, dvaignǫt itd. Nie widać tu tendencji do zmian w zakresie użycia sufiksu *-nǫ-.

## Leksyka i korpus tekstów

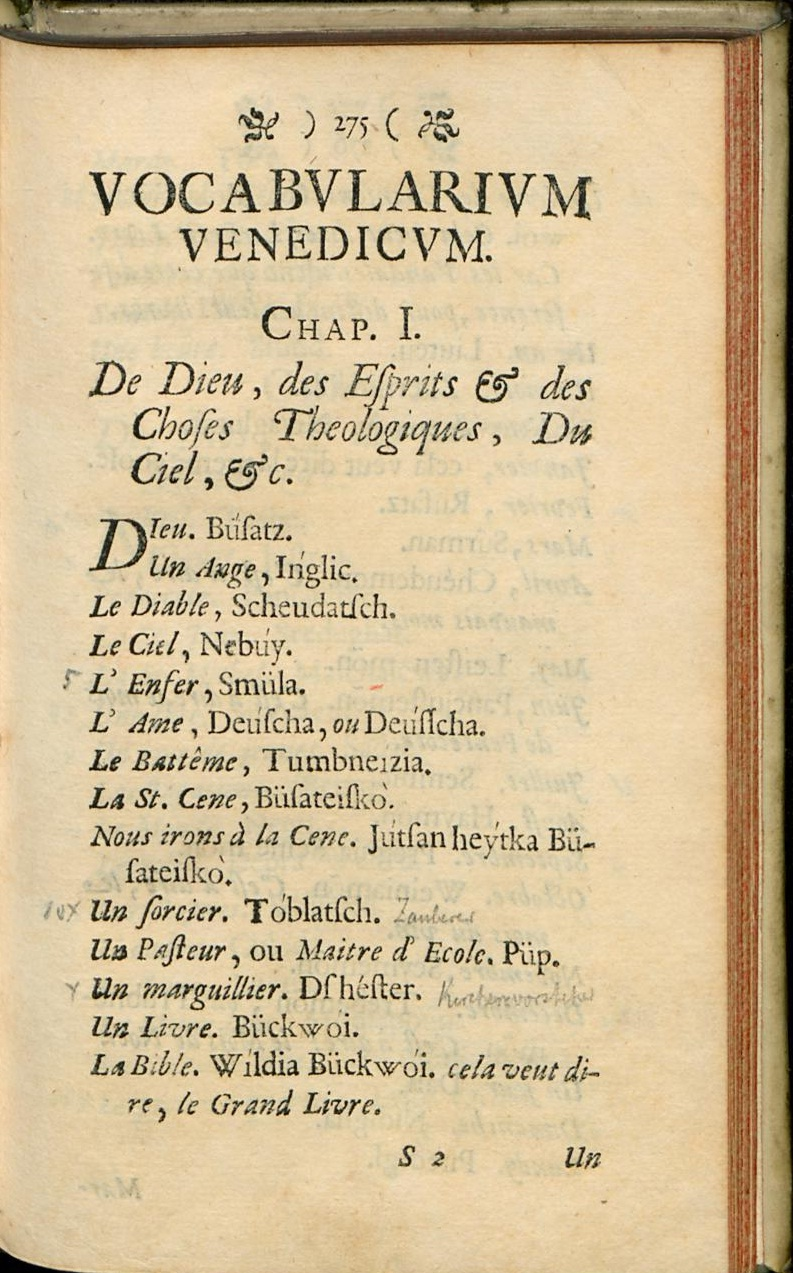
Pierwsza strona Vocabularium Venedicum.

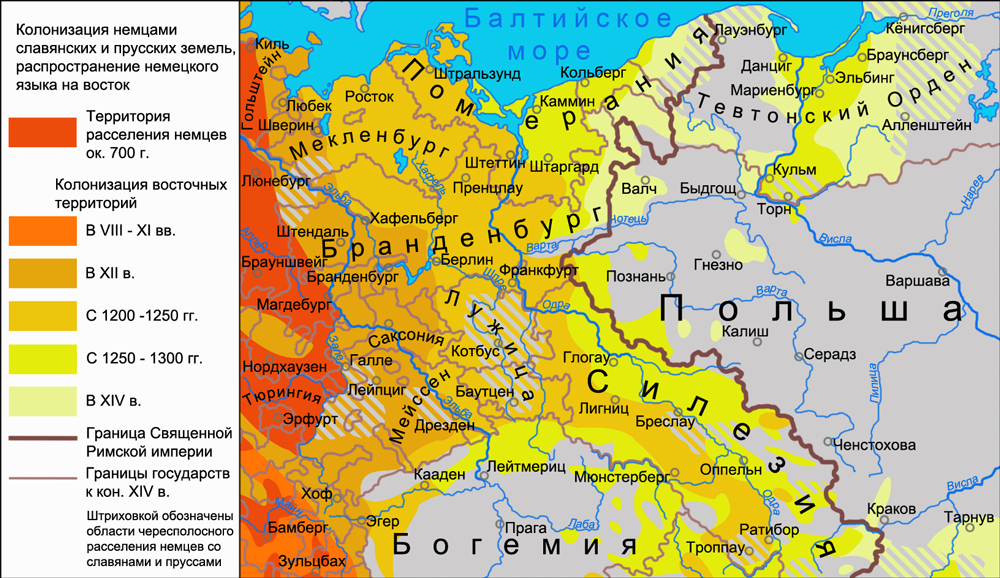
Mapa osadnictwa Niemców i ich asymilacji Słowian Zachodnich i Prusów na ziemiach wschodnich w VIII-XIV wieku.

Zachowane słownictwo nie tworzyło jednolitego systemu, co związane było z niewykształceniem się standardu literackiego oraz ubożeniem leksykalnym na skutek germanizacji: każdy wyraz miał wiele znaczeń i każde znaczenie mogło być wyrażone kilkoma wyrazami, np. słowo zaivăt (por. pol. żywot) oznaczało ciało, serce, brzuch lub nawet życie; słowo råt znaczyło usta, wargi oraz dziób, pysk.
Teksty ciągłe w języku połabskim są bardzo nieliczne i ubogie: modlitwa Ojcze nasz i pieśń weselna. Ponieważ zapisywali je Niemcy, mają one złożoną pisownię, nie oddającą najlepiej dźwięków połabskich. Ponadto pochodzą one wyłącznie z końcowego okresu istnienia języka, kiedy mówili nim już tylko najstarsi mieszkańcy Wendlandu – z tego powodu widoczne są w nim bardzo liczne zapożyczenia z miejscowego dialektu północnodolnosaksońskiego. Język połabski miał cechy języka pozbawionego normy literackiej, rozwijającego się w izolacji od innych języków słowiańskich i używanego przez ludność wiejską (dużą zmienność i innowacyjność).

### Modlitwa Pańska
(zapis oryginalny ze słownika Henniga)
Nôße Wader,

ta toy giß wa Nebisgáy,

Sjungta woarda tügí Geima,

tia Rîk komma,

tia Willia ſchinyôt,

kok wa Nebisgáy,

tôk kak no Sime,

Nôßi wißedanneisna Stgeiba doy nâm dâns,

un wittedoy nâm nôße Ggrêch, kak moy wittedoyime nôßem Grêsmarim,

Ni bringoy nôs ka Warſikónye, tay löſoáy nôs wit wißókak Chaudak.

Amen.

### Porównanie słownictwa z wybranymi językami słowiańskimi
| polski   | połabski drzewiański | kaszubski     | dolnołużycki | górnołużycki | czeski | bułgarski       | rosyjski           |
| -------- | -------------------- | ------------- | ------------ | ------------ | ------ | --------------- | ------------------ |
| człowiek | clåvăk               | człowiek      | cłowjek      | čłowjek      | člověk | човек [czowek]  | человек [čełaviék] |
| wieczór  | vicer                | wieczór       | wjacor       | wječor       | večer  | вечер [weczer]  | вечер [viéčer]     |
| brat     | brot                 | brat, bracyna | bratš        | bratr        | bratr  | брат [brat]     | брат [brat]        |
| dzień    | dan                  | dzéń          | źeń          | dźeń         | den    | ден [den]       | день [dień]        |
| ręka     | rǫkă                 | rãka          | ruka         | ruka         | ruka   | ръка [răka]     | рука [ruká]        |
| jesień   | preńă zaimă, jisin   | jeséń, wieséń | nazymje      | nazyma       | podzim | есен [esen]     | осень [òsień]      |
| śnieg    | sneg                 | sniég         | sněg         | sneh         | sníh   | сняг [snjag]    | снег [snieg]       |
| lato     | ľotü                 | lato          | lěśe         | lěćo         | léto   | лято [ljato]    | лето [léta]        |
| siostra  | sestră               | sostra        | sotša        | sotra        | sestra | сестра [sestra] | сестра [siestrá]   |
| ryba     | råibo                | rëba          | ryba         | ryba         | ryba   | риба [riba]     | рыба [rýba]        |
| ogień    | viďėn                | òdżiń         | wogeń        | woheń        | oheň   | огън [ogăn]     | огонь [agòń]       |
| woda     | wådă                 | wòda          | wóda         | woda         | voda   | вода [woda]     | вода [vadá]        |
| wiatr    | v́otĕr                | wiater        | wětš         | wětřik, wětr | vítr   | вятър [wjatăr]  | ветер [viétier]    |
| zima     | zaimă                | zëma          | zyma         | zyma         | zima   | зима [zima]     | зима [zimá]        |

## Literatura
- Kazimierz Polański & Janusz Sehnert: Polabian-English Dictionary. The Hague: Mouton 1967